# Sniatyn
Sniatyn (en ukrainien : Снятин ; en russe : Снятын, Sniatine ; en polonais : Śniatyń) est une ville de l'oblast d'Ivano-Frankivsk, en Ukraine. Sa population s'élevait à 9 844 habitants en 2021.

## Géographie
Sniatyn est située sur la rive gauche de la rivière Prout, à 33 km au nord-ouest de Tchernivtsi, à 83 km au sud-est d'Ivano-Frankivsk et à 423 km au sud-ouest de Kiev.

## Histoire

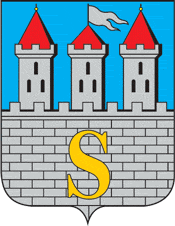
Armoiries de Sniatyn (1790)

La première mention de la ville remonte à 1158. Des privilèges urbains (droit de Magdebourg) furent accordés à Sniatyn en 1448. De la première partition de la Pologne, en 1772, à 1918, Sniatyn faisait partie du royaume d'Autriche, puis de l'empire d'Autriche-Hongrie, tout près de la frontière de l'Empire russe. Elle redevint polonaise dans l'entre-deux-guerres et était alors un point de franchissement de la frontière entre la Pologne et la Roumanie pour le chemin de fer.
Au cours de la Seconde Guerre mondiale, elle fut d'abord envahie par l'armée roumaine, puis l'armée hongroise et enfin l'armée allemande, en septembre 1941. En octobre et décembre suivants, environ 500 Juifs furent tués dans une forêt voisine par des unités allemandes et leurs collaborateurs ukrainiens. Au début de 1942, les Juifs durent s'entasser dans un quartier de la ville formant un ghetto, où les conditions sanitaires étaient très mauvaises, et la mortalité très élevée. Le 2 avril 1942, environ 5 000 Juifs de Sniatyn et des régions voisines furent regroupés dans le lycée public, puis transportés au camp d'extermination de Bełżec par train, à l'exception de quelques-uns dont la profession intéressait l'occupant. Le 7 septembre 1942, alors que le ghetto était incendié, les Juifs survivants, environ 1 500, furent à leur tour transportés à Belzec.

## Population
Recensements (*) ou estimations de la population :
| 1959* | 1970* | 1979* | 1989*  | 2001*  | 2009   | 2010   |
| ----- | ----- | ----- | ------ | ------ | ------ | ------ |
| 6 174 | 7 275 | 8 203 | 11 213 | 10 479 | 10 218 | 10 175 |

| 2011   | 2012   | 2013   | 2014   | 2015   | 2016   | 2017   |
| ------ | ------ | ------ | ------ | ------ | ------ | ------ |
| 10 161 | 10 156 | 10 106 | 10 102 | 10 083 | 10 100 | 10 018 |

| 2021  | - | - | - | - | - | - |
| ----- | - | - | - | - | - | - |
| 9 844 | - | - | - | - | - | - |